# Michael Feindler

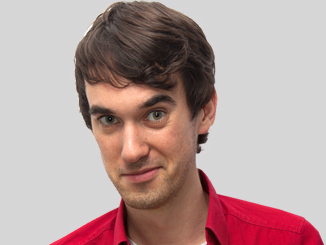
Michael Feindler (2012)

Michael Feindler (* 31. März 1989 in Münster) ist ein deutscher Dichter und Kabarettist.

## Leben und Schaffen
1992 zog Michael Feindler mit seiner Familie nach Wuppertal.  Er besuchte das St. Anna-Gymnasium und spielte in dessen Kabarettgruppe Notbremse, der er seit ihrer Gründung 2004 angehört. Nach dem Abitur 2008 leistete er bis März 2009 Zivildienst und studierte ab Oktober 2009 Politikwissenschaften, Philosophie und Publizistik an der Freien Universität Berlin.
Er tritt regelmäßig bei Poetry Slams auf, unter anderem im Düsseldorfer Zakk, und war seit 2007 mehrfacher Teilnehmer der deutschsprachigen Poetry-Slam-Meisterschaften. Seit Mai 2009 trat er mit seinem Soloprogramm Allein unter Menschen – Kabarett nach Versmaß auf. Im November 2012 folgte ein zweites Soloprogramm unter dem Titel Dumm nickt gut.
Im April 2012 wurde er im Rahmen der Reihe „Kabarett-Bundesliga 2011/2012“ in der Sendung Querköpfe des Deutschlandfunks mit zahlreichen Mitschnitten aus seinen Auftritten porträtiert. Feindler stellte heraus, dass er von der gereimten und gesellschaftskritischen Lyrik Erich Kästners den ursprünglichen „Kick“ bekam, selber das Feld Kabarett zu beackern.
Michael Feindler gehört der Celler Schule an.

## Auszeichnungen
- Karl-Marx-Poesie-Preis, Trier 2008 und 2009
- Fohlen von Niedersachsen, Förderpreis des TAK 2010
- Textdichter-Stipendium der GEMA-Stiftung im Rahmen der Celler Schule 2010
- Bochumer Kleinkunstpreis, Kategorie Nachwuchs 2010[6]
- Rottweiler Kabarettpreis (Förderpreis) 2011[7]
- Niederrheinischer Kabarettpreis Das schwarze Schaf, 3. Platz 2012[8]
- „Troubadour“ Chanson- und Liedpreis, 2. Förderpreis 2012[9]
- Oltner Sprungfeder (Nachwuchspreis der Oltner Kabaretttage) 2013
- Paulaner Solo+ 2013
- Gewinner des Kupferpfennig-Wettstreites 2014 – Nachwuchspreis der Leipziger Lachmesse
- Goldener Rostocker Koggenzieher 2016[10]
- Magdeburger Vakuum (1. Platz)[11]
- Lorscher Abt 2017 (2. Platz)
- Meininger Kleinkunsttage, Thüringer Kleinkunstpreis 2021

## Veröffentlichungen
- Rufe aus dem Publikum. Lektora, Paderborn 2009, ISBN 978-3-938470-23-7.